# Rio Arsa
O Rio Arsa é um rio da Romênia afluente do rio Nera, localizado no distrito de Caraş-Severin.